# Cloniophorus sulcatulus igniferus
Cloniophorus sulcatulus igniferus es una subespecie de escarabajo longicornio del género Cloniophorus, tribu Callichromatini, subfamilia Cerambycinae. Fue descrita científicamente por Schmidt en 1922.

## Descripción
Mide 26 milímetros de longitud.

## Distribución
Se distribuye por Costa de Marfil y Sierra Leona.